# Trichosalpinx dentialae
Trichosalpinx dentialae är en orkidéart som beskrevs av David Edward Bennett och Eric Alston Christenson. Trichosalpinx dentialae ingår i släktet Trichosalpinx och familjen orkidéer.
Artens utbredningsområde är Peru. Inga underarter finns listade i Catalogue of Life.